# William Hoare
Ne doit pas être confondu avec William H. B. Hoare.
William Hoare de Bath (c. 1707 – 12 décembre 1792) est un peintre portraitiste et graveur britannique. De 1740 à 1759, il est une figure des portraitistes de la ville de Bath, remarqué tout particulièrement pour ses pastels. Il est l'un des membres fondateurs de la Royal Academy.

## Biographie
Né près de Eye dans le Suffolk, Hoare a reçoit une éducation de gentleman à Faringdon. Doué en dessin, il est envoyé à Londres pour étudier avec Giuseppe Grisoni, qui avait quitté Florence pour Londres en 1715. Lorsque Grisoni retourne en l'Italie en 1728, Hoare le suit à Rome et poursuit ses études sous la direction de Francesco Imperiali. Il est reste à Rome neuf ans, et rentre à Londres vers 1737.
Hoare s'installe à Bath, ville thermale fréquentée par les classes aisées. Il obtient de nombreuses commandes, dont les portraits officiels de personnalités comme Georg Friedrich Haendel, Robert Walpole et William Pitt, 1er Comte de Chatham. Son atelier produit les portraits en série, qui sont aussi déclinés en gravures. Hoare pratique lui-même la gravure et en publie de sa famille et de ses amis, y compris une Miss Hoare (probablement Mary), Christopher Anstey. Ses pastels sont influencés par Rosalba Carriera.
William Hoare est le premier portraitiste à la mode à s'installer à Bath. Il reste le seul jusqu'à l'arrivée de Thomas Gainsborough en 1759. Il est le protégé du puissant Duc de Newcastle et de son entourage. Figurent parmi ses principaux mécènes les Comtes de Pembroke, de Chesterfield, et le Duc de Beaufort. Avec Gainsborough et Joshua Reynolds, il est l'un des membres fondateurs de la Royal Academy.
Hoare est étroitement associé au fonctionnement du Royal Mineral Water Hospital de Bath à partir de 1742. Il en est un administrateur, ce qui lui permet de fréquenter les visiteurs célèbres et l'aristocratie locale. Chalmers, le décrit comme «un ingénieux et aimable peintre anglais ». Il meurt à Bath le 12 décembre 1792.

## Descendance
Son fils, Prince Hoare (le jeune), devient célèbre comme peintre et dramaturge. Sa fille, Mary Hoare (en), est aussi artiste peintre.

## Œuvres

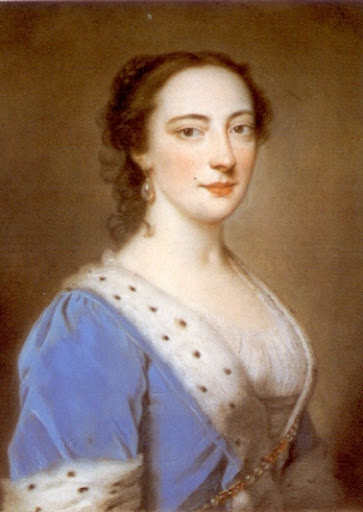
Portrait de Marie Howard, Duchesse de Norfolk, par William Hoare.
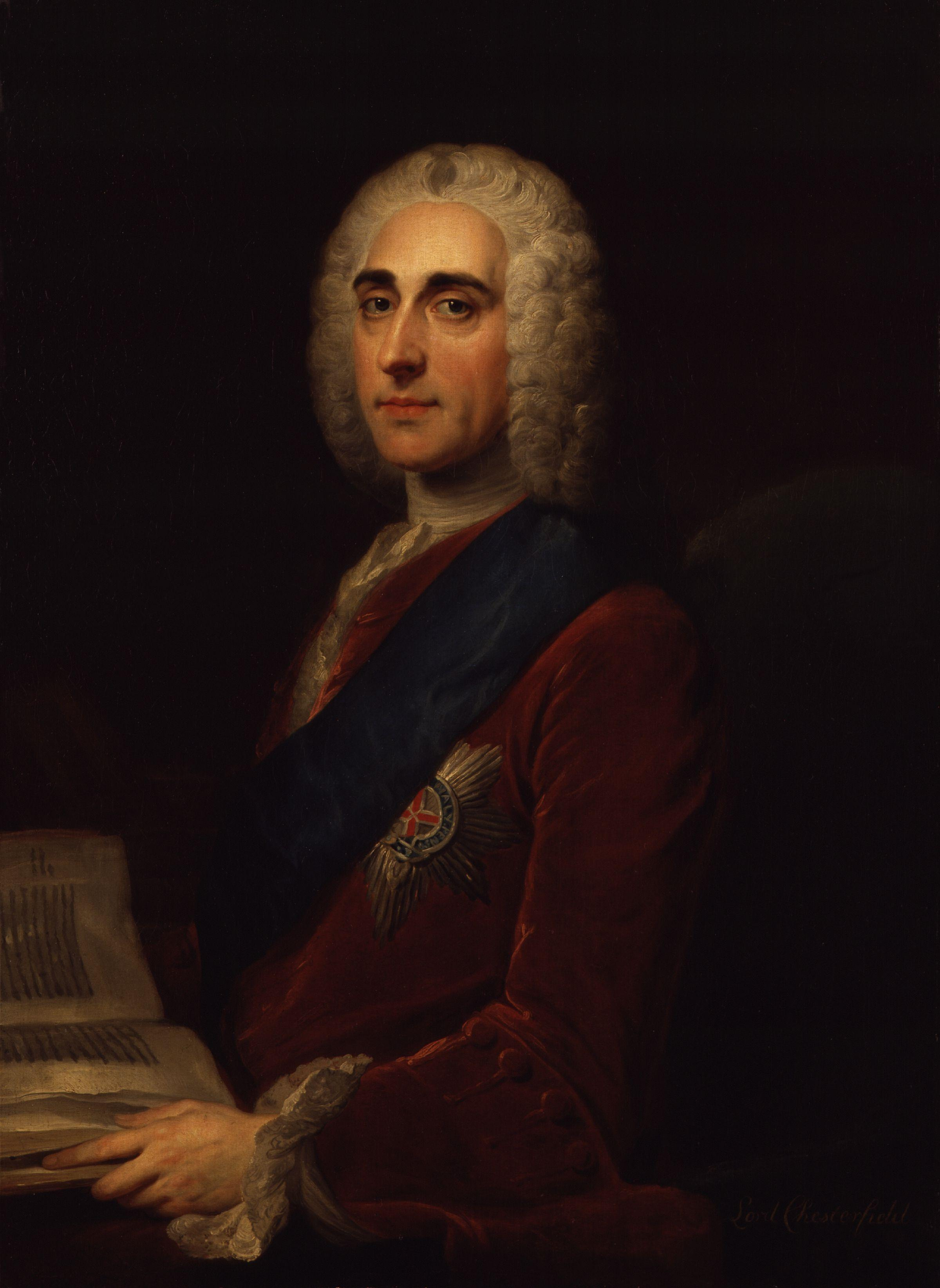
Philip Stanhope (4e comte de Chesterfield).
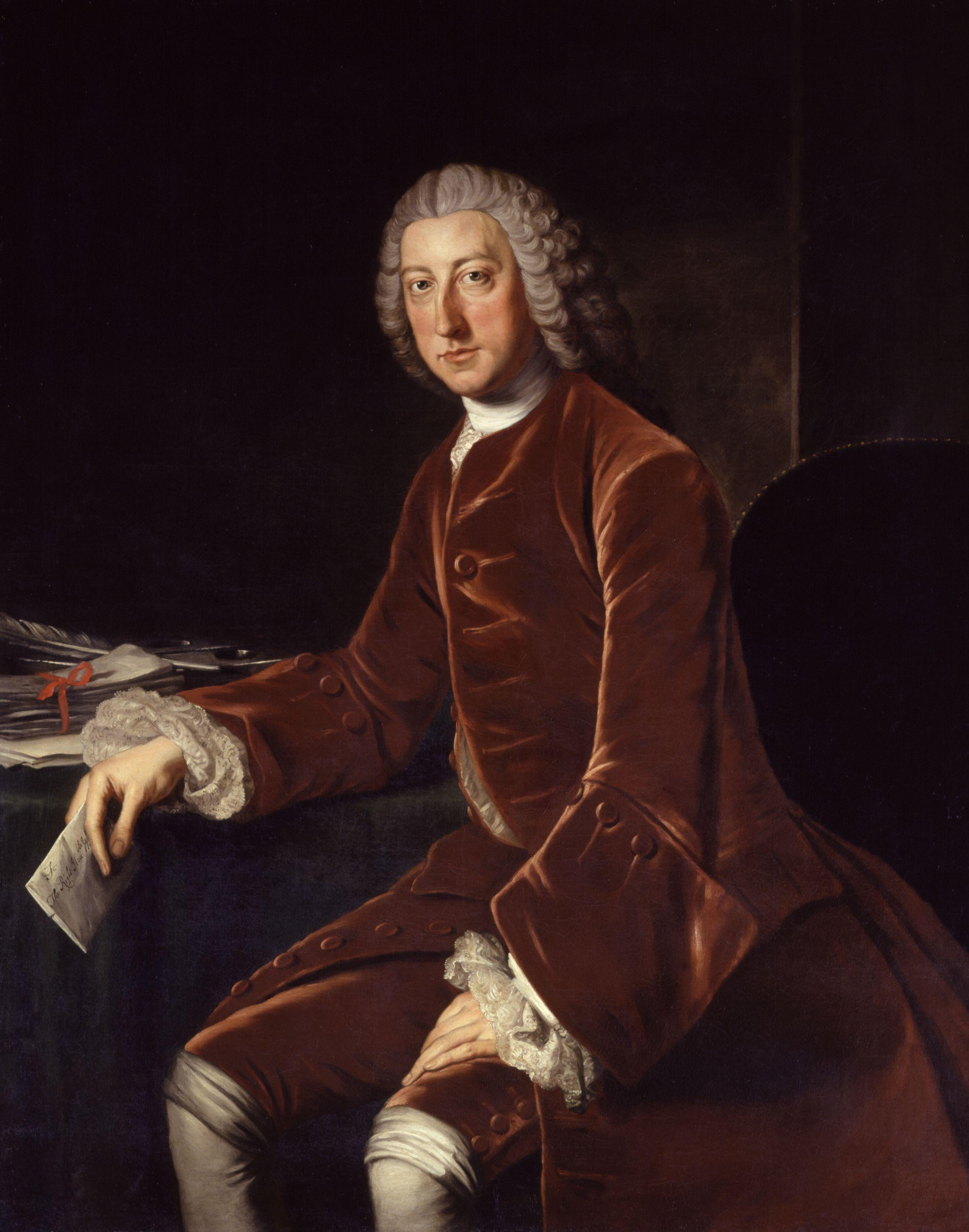
William Pitt, 1er Comte de Chatham.
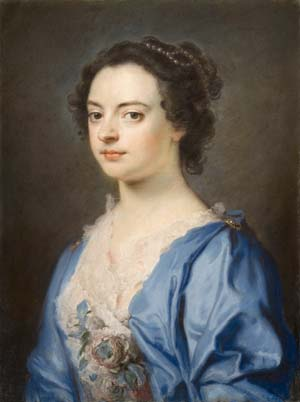
Portrait d'une Dame.
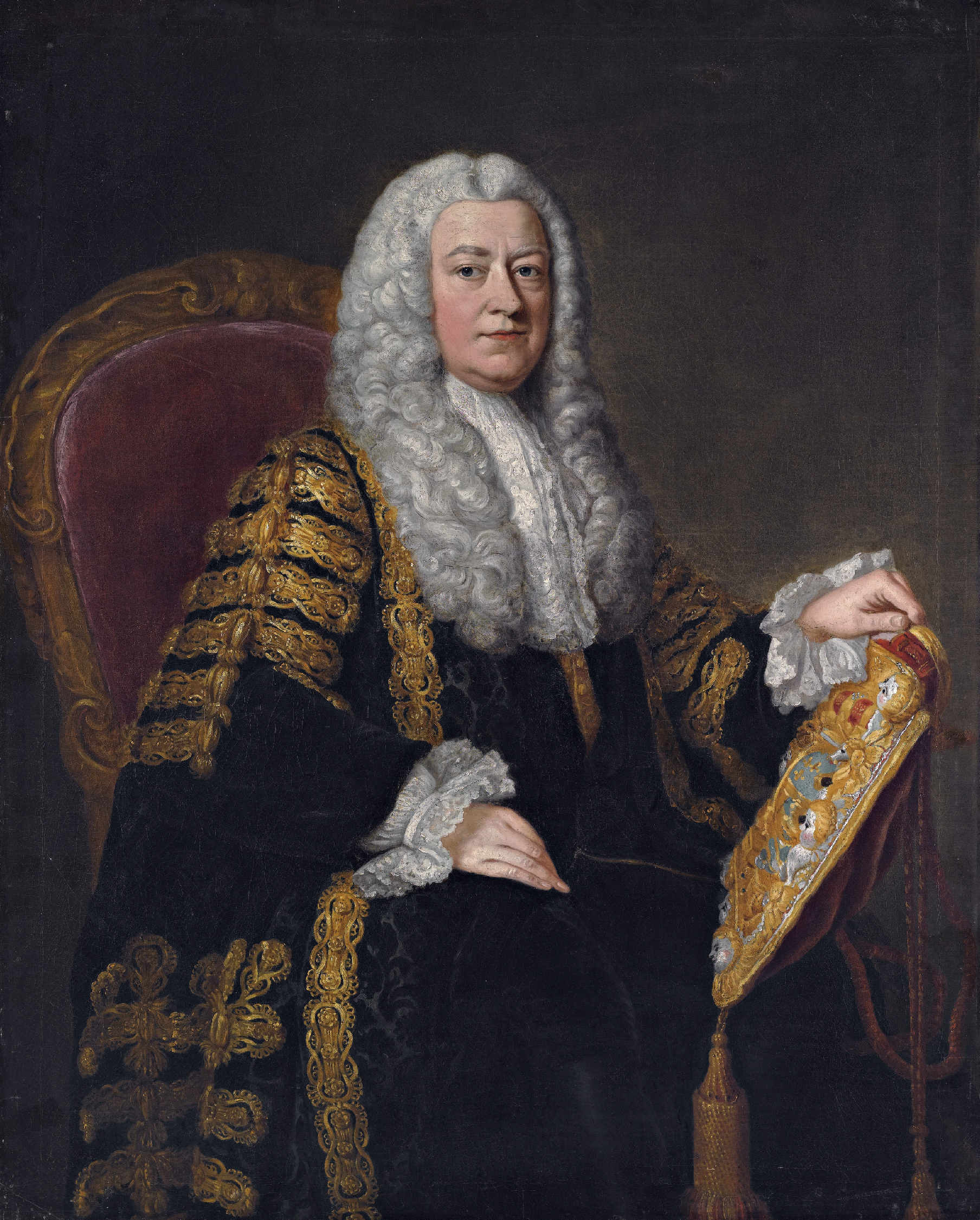
Philip Yorke, 1er Comte de Hardwicke.
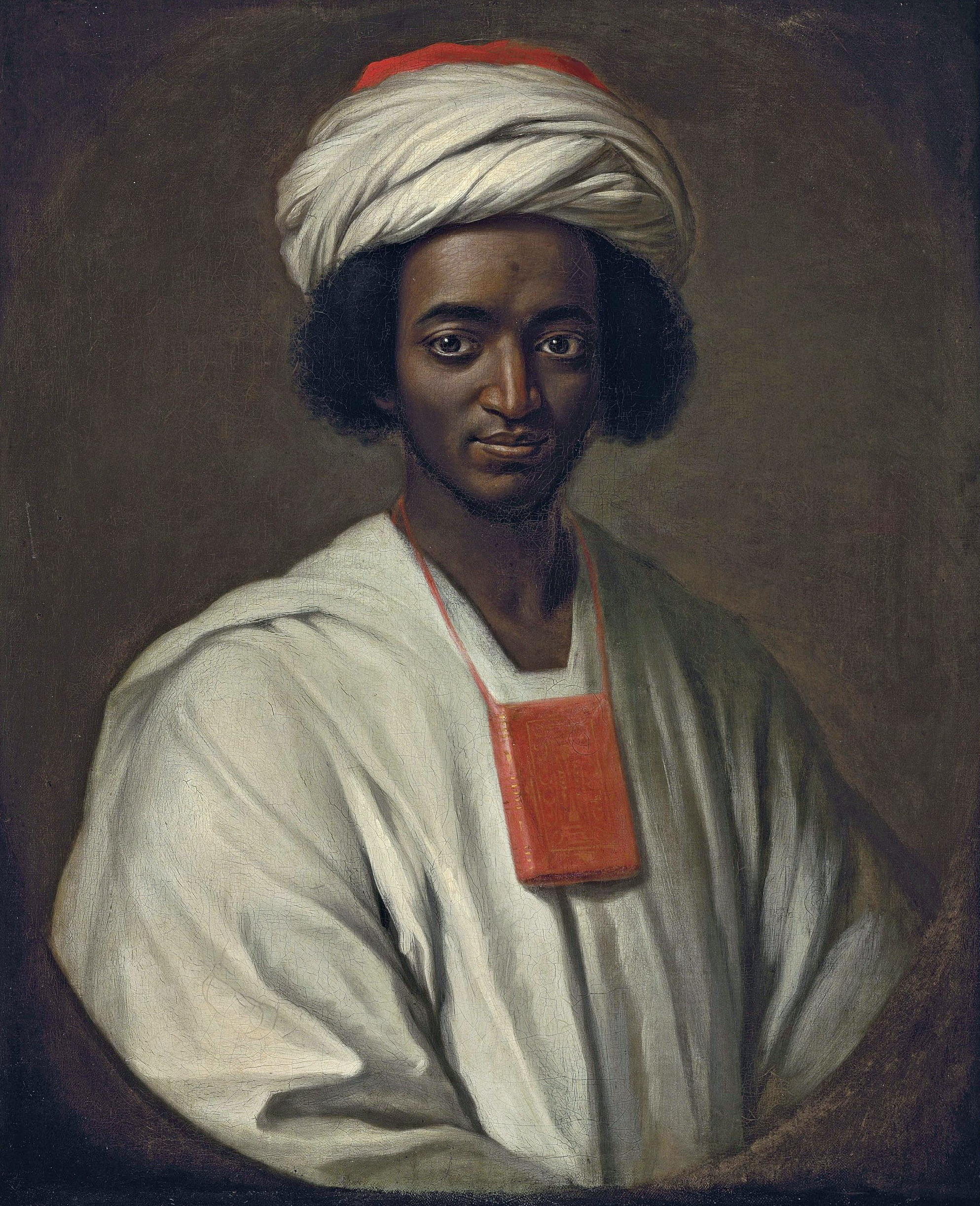
Portrait d'Ayuba Suleiman Diallo.